# Sdružení měst a obcí povodí Ondřejnice
Sdružení měst a obcí povodí Ondřejnice je dobrovolný svazek obcí v okresu Frýdek-Místek a okresu Nový Jičín, jeho sídlem je Brušperk a jeho cílem je zlepšení ekonomické situace v mikroregionu Povodí Ondřejnice. Sdružuje celkem 10 obcí a byl založen v roce 1992.

## Obce sdružené v mikroregionu
- Brušperk
- Hukvaldy
- Fryčovice
- Kateřinice
- Kozlovice
- Krmelín
- Lhotka
- Palkovice
- Stará Ves nad Ondřejnicí
- Staříč